# Coppa del Mondo di nuoto 2019
La XXXI edizione della Coppa del Mondo di nuoto (FINA Swimming World Cup 2019) si disputò fra il 2 agosto e il 9 novembre 2019, mettendo in palio un montepremi totale di 2,5 milioni di dollari.
Le tappe in calendario furono 7, le stesse dell'edizione precedente, eccezion fatta per Berlino e Jinan, che presero il posto di Eindhoven e Pechino.
In netta soluzione di continuità rispetto alle edizioni passate, tutte le gare furono disputate in vasca lunga.
I vincitori furono il russo Vladimir Morozov - alla terza affermazione - in campo maschile, e l'australiana Cate Campbell - primo titolo per lei - in quello femminile.

## Calendario
| Cluster | # | Date            | Sede               | Impianto                                    |
| ------- | - | --------------- | ------------------ | ------------------------------------------- |
| Asia 1  | 1 | 2 - 4 agosto    | Tokyo, Giappone    | Tokyo Tatsumi International Swimming Center |
| Asia 1  | 2 | 8 - 10 agosto   | Jinan, Cina        | Jinan Olympic Sports Center                 |
| Asia 1  | 3 | 15 - 17 agosto  | Singapore          | OCBC Aquatic Centre                         |
| Europa  | 4 | 4 - 6 ottobre   | Budapest, Ungheria | Duna Aréna                                  |
| Europa  | 5 | 11 - 13 ottobre | Berlino, Germania  | Schwimm- und Sprunghalle im Europasportpark |
| Asia 2  | 6 | 1 - 3 novembre  | Kazan', Russia     | Aquatics Palace                             |
| Asia 2  | 7 | 7 - 9 novembre  | Doha, Qatar        | Hamad Aquatic Centre                        |

## Attribuzione dei punteggi
In ciascuno dei sette eventi in calendario vengono assegnati dei punti secondo questi tre criteri:
- Ad ogni gara individuale (sono perciò escluse dal computo le staffette) ciascuno dei tre medagliati riceve 12, 9 e 6 punti, rispettivamente per oro, argento e bronzo. Se ci dovessero essere arrivi a pari merito, entrambi gli atleti riceverebbero lo stesso ammontare di punti (ad esempio per un terzo posto a pari merito entrambi gli atleti riceverebbero 6 punti).
- Vengono accordati 24, 18 e 12 punti alle tre migliori prestazioni maschili e alle tre migliori prestazioni femminili stabilite nel corso dei singoli eventi (o tappe) della manifestazione, classificate secondo il FINA Point Scoring System[5]. Se due o più nuotatori che rientrano fra i tre qui presi in esame hanno totalizzato nella loro prestazione migliore gli stessi punti-ranking (ad esempio finendo a pari merito nella stessa gara, o ricevendo lo stesso ammontare di punti-ranking in due gare distinte), sarà presa in considerazione la loro seconda miglior prestazione e, nel caso in cui la parità persista, la terza.
- Quando un nuotatore stabilisce un nuovo record del mondo riceve un extra di 20 punti; quando eguaglia un precedente record del mondo riceve un extra di 10 punti.

## Classifiche

### Maschile
| Pos.    | Atleta               | Nazionale   | Tot. | Giappone (bandiera) | Cina (bandiera) | Singapore (bandiera) | Ungheria (bandiera) | Germania (bandiera) | Russia (bandiera) | Qatar (bandiera) |
| ------- | -------------------- | ----------- | ---- | ------------------- | --------------- | -------------------- | ------------------- | ------------------- | ----------------- | ---------------- |
| Oro     | Vladimir Morozov     | Russia      | 333  | 48                  | 48              | 60                   | 54                  | 54                  | 33                | 36               |
| Argento | Danas Rapšys         | Lituania    | 234  | 24                  | 42              | 45                   | 33                  | 33                  | 33                | 24               |
| Bronzo  | Arno Kamminga        | Paesi Bassi | 195  | -                   | -               | -                    | 60                  | 57                  | 36                | 42               |
| 4       | Michael Andrew       | Stati Uniti | 195  | 21                  | 27              | 30                   | 27                  | 27                  | 30                | 33               |
| 5       | Szebasztián Szabó    | Ungheria    | 141  | 21                  | 30              | 27                   | 21                  | 15                  | 12                | 15               |
| 6       | Andrew Wilson        | Stati Uniti | 129  | 42                  | 45              | 42                   | -                   | -                   | -                 | -                |
| 7       | Yasuhiro Koseki      | Giappone    | 108  | 42                  | -               | -                    | -                   | -                   | 24                | 42               |
| 8       | Mitch Larkin         | Australia   | 108  | 36                  | 36              | 36                   | -                   | -                   | -                 | -                |
| 9       | Anton Čupkov         | Russia      | 90   | -                   | -               | -                    | -                   | -                   | 48                | 42               |
| 10      | Thomas Fraser-Holmes | Australia   | 66   | 9                   | 24              | 27                   | 6                   | -                   | -                 | -                |

### Femminile
| Pos.    | Atleta            | Nazionale   | Tot. | Giappone (bandiera) | Cina (bandiera) | Singapore (bandiera) | Ungheria (bandiera) | Germania (bandiera) | Russia (bandiera) | Qatar (bandiera) |
| ------- | ----------------- | ----------- | ---- | ------------------- | --------------- | -------------------- | ------------------- | ------------------- | ----------------- | ---------------- |
| Oro     | Cate Campbell     | Australia   | 357  | 45                  | 60              | 45                   | 42                  | 51                  | 57                | 57               |
| Argento | Katinka Hosszú    | Ungheria    | 312  | 54                  | 48              | 54                   | 48                  | 36                  | 36                | 36               |
| Bronzo  | Michelle Coleman  | Svezia      | 174  | 18                  | 27              | 30                   | 21                  | 39                  | 18                | 21               |
| 4       | Zsuzsanna Jakabos | Ungheria    | 171  | 6                   | 27              | 30                   | 30                  | 27                  | 21                | 30               |
| 5       | Kira Toussaint    | Paesi Bassi | 162  | -                   | -               | -                    | 42                  | 48                  | 30                | 42               |
| 6       | Emily Seebohm     | Australia   | 159  | 36                  | 27              | 42                   | -                   | -                   | 15                | 39               |
| 7       | Kaylee McKeown    | Australia   | 69   | -                   | -               | -                    | -                   | -                   | 45                | 24               |
| 8       | Vitalina Simonova | Russia      | 69   | -                   | 21              | 24                   | -                   | -                   | 6                 | 18               |
| 9       | Maddy Gough       | Australia   | 69   | -                   | 6               | 21                   | 21                  | 21                  | -                 | -                |
| 10      | Jeanette Ottesen  | Danimarca   | 69   | 9                   | 15              | 12                   | -                   | -                   | 12                | 21               |

## Vincitori

### Tokyo
Fonte
| Gara                 | Atleti                                                                     | Perf.                           | Gara          | Atleti                                                           | Perf.                             | Gara   | Atleti                            | Perf.           |
| -------------------- | -------------------------------------------------------------------------- | ------------------------------- | ------------- | ---------------------------------------------------------------- | --------------------------------- | ------ | --------------------------------- | --------------- |
| Stile libero         |                                                                            |                                 |               |                                                                  |                                   |        |                                   |                 |
| 50 m                 | Vladimir Morozov Michelle Coleman                                          | 21"56 24"66                     | 200 m         | Danas Rapšys Brianna Throssell                                   | 1'45"74 1'56"99                   | 800 m  | Kiah Melverton                    | 8'22"24         |
| 100 m                | Vladimir Morozov Cate Campbell                                             | 48"12 52"64                     | 400 m         | Danas Rapšys Kiah Melverton                                      | 3'45"57 4'06"71                   | 1500 m | Shogo Takeda                      | 15'07"05        |
| Dorso                |                                                                            |                                 |               |                                                                  |                                   |        |                                   |                 |
| 50 m                 | Vladimir Morozov Emily Seebohm                                             | 24"53 28"03                     | 100 m         | Mitch Larkin Emily Seebohm                                       | 53"76 59"44                       | 200 m  | Mitch Larkin Emily Seebohm        | 1'55"97 2'09"03 |
| Rana                 |                                                                            |                                 |               |                                                                  |                                   |        |                                   |                 |
| 50 m                 | Il'ja Šymanovič Alia Atkinson                                              | 26"78 30"35                     | 100 m         | Il'ja Šymanovič Tatjana Schoenmaker                              | 58"73 1'06"54                     | 200 m  | Andrew Wilson Tatjana Schoenmaker | 2'07"77 2'22"35 |
| Farfalla             |                                                                            |                                 |               |                                                                  |                                   |        |                                   |                 |
| 50 m                 | Andrij Hovorov Holly Barratt                                               | 23"10 25"96                     | 100 m         | Andrew Seliskar Louise Hansson                                   | 51"34 57"92                       | 200 m  | Nao Horomura Katinka Hosszú       | 1'55"25 2'07"10 |
|                      |                                                                            |                                 | Misti         |                                                                  |                                   |        |                                   |                 |
| 200 m                | Mitch Larkin Katinka Hosszú                                                | 1'57"06 2'08"63                 | 400 m         | Daiya Seto Katinka Hosszú                                        | 4'11"41 4'32"30                   |        |                                   |                 |
| Staffette            |                                                                            |                                 |               |                                                                  |                                   |        |                                   |                 |
| 4x100 m stile libero | Australia Cameron McEvoy Thomas Fraser-Holmes Madison Wilson Cate Campbell | 3'24"89 48"89 49"45 54"29 52"26 | 4x100 m mista | Giappone Natsumi Sakai Yasuhiro Koseki Naoki Mizunuma Rika Omoto | 3'44"75 1'00"19 59"68 51"53 53"35 |        |                                   |                 |

### Jinan
Fonte
| Gara                 | Atleti                                                                  | Perf.                           | Gara          | Atleti                                          | Perf.                           | Gara   | Atleti                          | Perf.           |
| -------------------- | ----------------------------------------------------------------------- | ------------------------------- | ------------- | ----------------------------------------------- | ------------------------------- | ------ | ------------------------------- | --------------- |
| Stile libero         |                                                                         |                                 |               |                                                 |                                 |        |                                 |                 |
| 50 m                 | Vladimir Morozov Cate Campbell                                          | 21"50 24"16                     | 200 m         | Danas Rapšys Hou Tawen                          | 1'45"07 1'58"98                 | 800 m  | Erica Sullivan                  | 8'26"13         |
| 100 m                | Vladimir Morozov Cate Campbell                                          | 47"99 52"34                     | 400 m         | Danas Rapšys Erica Sullivan                     | 3'43"91 4'08"70                 | 1500 m | Ji Xinjie                       | 15'16"15        |
| Dorso                |                                                                         |                                 |               |                                                 |                                 |        |                                 |                 |
| 50 m                 | Vladimir Morozov Liu Xiang                                              | 24"43 27"35                     | 100 m         | Mitch Larkin Katinka Hosszú                     | 53"79 59"65                     | 200 m  | Mitch Larkin Emily Seebohm      | 1'56"39 2'09"56 |
| Rana                 |                                                                         |                                 |               |                                                 |                                 |        |                                 |                 |
| 50 m                 | Yan Zibei Alia Atkinson                                                 | 27"12 30"92                     | 100 m         | Yan Zibei Alia Atkinson                         | 59"08 1'07"06                   | 200 m  | Andrew Wilson Vitalina Simonova | 2'08"24 2'24"52 |
| Farfalla             |                                                                         |                                 |               |                                                 |                                 |        |                                 |                 |
| 50 m                 | Szebasztián Szabó Cate Campbell                                         | 22"93 25"63                     | 100 m         | Szebasztián Szabó Zhang Yufei                   | 51"45 57"41                     | 200 m  | Grant Irvine Katinka Hosszú     | 1'55"94 2'07"26 |
|                      |                                                                         |                                 | Misti         |                                                 |                                 |        |                                 |                 |
| 200 m                | Mitch Larkin Katinka Hosszú                                             | 1'57"26 2'09"41                 | 400 m         | Thomas Fraser-Holmes Katinka Hosszú             | 4'20"50 4'36"99                 |        |                                 |                 |
| Staffette            |                                                                         |                                 |               |                                                 |                                 |        |                                 |                 |
| 4x100 m stile libero | Australia Mitch Larkin Thomas Fraser-Holmes Emily Seebohm Cate Campbell | 3'26"61 49"81 49"60 55"01 52"19 | 4x100 m mista | Cina Xu Jiayu Yan Zibei Zhang Yufei Zhu Menghui | 3'43"79 53"43 58"31 58"28 53"77 |        |                                 |                 |

### Singapore
Fonte
| Gara                 | Atleti                                                                  | Perf.                           | Gara          | Atleti                                                              | Perf.                             | Gara   | Atleti                          | Perf.           |
| -------------------- | ----------------------------------------------------------------------- | ------------------------------- | ------------- | ------------------------------------------------------------------- | --------------------------------- | ------ | ------------------------------- | --------------- |
| Stile libero         |                                                                         |                                 |               |                                                                     |                                   |        |                                 |                 |
| 50 m                 | Vladimir Morozov Cate Campbell                                          | 21"27 24"02                     | 200 m         | Danas Rapšys Zsuzsanna Jakabos                                      | 1'44"38 1'58"40                   | 800 m  | Erica Sullivan                  | 8'26"60         |
| 100 m                | Vladimir Morozov Michelle Coleman                                       | 47"88 53"63                     | 400 m         | Danas Rapšys Maddy Gough                                            | 3'45"59 4'08"09                   | 1500 m | Ben Roberts                     | 15'21"58        |
| Dorso                |                                                                         |                                 |               |                                                                     |                                   |        |                                 |                 |
| 50 m                 | Vladimir Morozov Holly Barratt                                          | 24"40 27"95                     | 100 m         | Mitch Larkin Emily Seebohm                                          | 53"43 59"43                       | 200 m  | Mitch Larkin Emily Seebohm      | 1'56"60 2'10"50 |
| Rana                 |                                                                         |                                 |               |                                                                     |                                   |        |                                 |                 |
| 50 m                 | Nicolò Martinenghi Alia Atkinson                                        | 27"23 30"31                     | 100 m         | Andrew Wilson Alia Atkinson                                         | 58"93 1'07"35                     | 200 m  | Andrew Wilson Vitalina Simonova | 2'09"11 2'25"65 |
| Farfalla             |                                                                         |                                 |               |                                                                     |                                   |        |                                 |                 |
| 50 m                 | Michael Andrew Holly Barratt                                            | 23"07 25"31                     | 100 m         | Grant Irvine Zhang Yufei                                            | 51"26 57"94                       | 200 m  | Grant Irvine Katinka Hosszú     | 1'56"77 2'07"07 |
|                      |                                                                         |                                 | Misti         |                                                                     |                                   |        |                                 |                 |
| 200 m                | Mitch Larkin Katinka Hosszú                                             | 1'57"43 2'08"63                 | 400 m         | Thomas Fraser-Holmes Katinka Hosszú                                 | 4'17"14 4'39"76                   |        |                                 |                 |
| Staffette            |                                                                         |                                 |               |                                                                     |                                   |        |                                 |                 |
| 4x100 m stile libero | Australia Thomas Fraser-Holmes Mitch Larkin Emily Seebohm Cate Campbell | 3'26"45 49"64 49"40 54"87 52"54 | 4x100 m mista | Stati Uniti Michael Andrew Breeja Larson Giles Smith Erica Sullivan | 3'52"17 55"10 1'07"83 51"93 57"31 |        |                                 |                 |

### Budapest
Fonte
| Gara                 | Atleti                                                                    | Perf.                           | Gara          | Atleti                                                                           | Perf.                             | Gara   | Atleti                      | Perf.           |
| -------------------- | ------------------------------------------------------------------------- | ------------------------------- | ------------- | -------------------------------------------------------------------------------- | --------------------------------- | ------ | --------------------------- | --------------- |
| Stile libero         |                                                                           |                                 |               |                                                                                  |                                   |        |                             |                 |
| 50 m                 | Vladimir Morozov Michelle Coleman                                         | 21"50 24"56                     | 200 m         | Danas Rapšys Veronika Andrusenko                                                 | 1'45"97 1'59"58                   | 800 m  | Mireia Belmonte             | 8'31"42         |
| 100 m                | Vladimir Morozov Cate Campbell                                            | 47"99 53"00                     | 400 m         | Danas Rapšys Maddy Gough                                                         | 3'49"09 4'10"36                   | 1500 m | Florian Wellbrock           | 14'57"83        |
| Dorso                |                                                                           |                                 |               |                                                                                  |                                   |        |                             |                 |
| 50 m                 | Vladimir Morozov Kira Toussaint                                           | 24"70 27"68                     | 100 m         | Ryōsuke Irie Kira Toussaint                                                      | 53"50 59"56                       | 200 m  | Ryōsuke Irie Katalin Burián | 1'56"79 2'09"98 |
| Rana                 |                                                                           |                                 |               |                                                                                  |                                   |        |                             |                 |
| 50 m                 | Arno Kamminga Ida Hulkko                                                  | 27"13 30"82                     | 100 m         | Arno Kamminga Ida Hulkko                                                         | 59"05 1'07"42                     | 200 m  | Arno Kamminga Tjaša Vozel   | 2'07"96 2'26"52 |
| Farfalla             |                                                                           |                                 |               |                                                                                  |                                   |        |                             |                 |
| 50 m                 | Szebasztián Szabó Ranomi Kromowidjojo                                     | 23"22 25"63                     | 100 m         | Kristóf Milák Zsuzsanna Jakabos                                                  | 51"27 59"14                       | 200 m  | Bence Biczó Katinka Hosszú  | 1'58"67 2'08"55 |
|                      |                                                                           |                                 | Misti         |                                                                                  |                                   |        |                             |                 |
| 200 m                | Michael Andrew Katinka Hosszú                                             | 1'59"02 2'09"56                 | 400 m         | Yuki Ikari Katinka Hosszú                                                        | 4'14"43 4'34"37                   |        |                             |                 |
| Staffette            |                                                                           |                                 |               |                                                                                  |                                   |        |                             |                 |
| 4x100 m stile libero | Ungheria Nándor Németh Szebasztián Szabó Zsuzsanna Jakabos Katinka Hosszú | 3'29"08 50"09 49"94 54"74 54"31 | 4x100 m mista | Paesi Bassi Kira Toussaint Arno Kamminga Maarten Brzoskowski Ranomi Kromowidjojo | 3'48"03 1'00"57 58"82 54"53 54"11 |        |                             |                 |

### Berlino
Fonte
| Gara                 | Atleti                                                              | Perf.                           | Gara          | Atleti                                                             | Perf.                             | Gara   | Atleti                       | Perf.           |
| -------------------- | ------------------------------------------------------------------- | ------------------------------- | ------------- | ------------------------------------------------------------------ | --------------------------------- | ------ | ---------------------------- | --------------- |
| Stile libero         |                                                                     |                                 |               |                                                                    |                                   |        |                              |                 |
| 50 m                 | Vladimir Morozov Michelle Coleman                                   | 21"55 24"26                     | 200 m         | Danas Rapšys Barbora Seemanova                                     | 1'45"82 1'58"78                   | 800 m  | Maddy Gough                  | 8'34"98         |
| 100 m                | Vladimir Morozov Cate Campbell                                      | 48"02 52"51                     | 400 m         | Danas Rapšys Barbora Seemanova                                     | 3'47"65 4'10"06                   | 1500 m | Florian Wellbrock            | 15'10"82        |
| Dorso                |                                                                     |                                 |               |                                                                    |                                   |        |                              |                 |
| 50 m                 | Vladimir Morozov Kira Toussaint                                     | 24"75 27"49                     | 100 m         | Ryōsuke Irie Kira Toussaint                                        | 53"26 59"46                       | 200 m  | Ryōsuke Irie Taylor Ruck     | 1'56"46 2'08"21 |
| Rana                 |                                                                     |                                 |               |                                                                    |                                   |        |                              |                 |
| 50 m                 | Čaba Silađi Anna Elendt                                             | 27"18 31"27                     | 100 m         | Arno Kamminga Jessica Vall                                         | 59"15 1'07"76                     | 200 m  | Arno Kamminga Jessica Vall   | 2'09"03 2'27"14 |
| Farfalla             |                                                                     |                                 |               |                                                                    |                                   |        |                              |                 |
| 50 m                 | Michael Andrew Ranomi Kromowidjojo                                  | 23"22 25"67                     | 100 m         | Kristóf Milák Angelina Kohler                                      | 51"78 58"83                       | 200 m  | Kristóf Milák Katinka Hosszú | 1'55"47 2'09"13 |
|                      |                                                                     |                                 | Misti         |                                                                    |                                   |        |                              |                 |
| 200 m                | Jérémy Desplanches Katinka Hosszú                                   | 1'58"32 2'10"38                 | 400 m         | Yuki Ikari Katinka Hosszú                                          | 4'13"87 4'38"15                   |        |                              |                 |
| Staffette            |                                                                     |                                 |               |                                                                    |                                   |        |                              |                 |
| 4x100 m stile libero | Svezia Bjorn Seeliger Elias Persson Michelle Coleman Hanna Eriksson | 3'30"49 49"85 50"90 53"63 56"11 | 4x100 m mista | Giappone Ryōsuke Irie Miho Teramura Rika Omoto Katsuhiro Matsumoto | 3'50"99 53"51 1'09"14 59"74 48"60 |        |                              |                 |

### Kazan'
Fonte
| Gara                 | Atleti                                                                       | Perf.                           | Gara          | Atleti                                                               | Perf.                           | Gara   | Atleti                         | Perf.           |
| -------------------- | ---------------------------------------------------------------------------- | ------------------------------- | ------------- | -------------------------------------------------------------------- | ------------------------------- | ------ | ------------------------------ | --------------- |
| Stile libero         |                                                                              |                                 |               |                                                                      |                                 |        |                                |                 |
| 50 m                 | Vladimir Morozov Cate Campbell                                               | 21"71 24"08                     | 200 m         | Danas Rapšys Daria S. Ustinova                                       | 1'46"32 1'59"23                 | 800 m  | Yukimi Moriyama                | 8'37"24         |
| 100 m                | Vladislav Grinëv Cate Campbell                                               | 47"78 52"76                     | 400 m         | Danas Rapšys Anna Egorova                                            | 3'44"60 4'08"93                 | 1500 m | Ilya Druzhinin                 | 15'10"73        |
| Dorso                |                                                                              |                                 |               |                                                                      |                                 |        |                                |                 |
| 50 m                 | Vladimir Morozov Kira Toussaint                                              | 24"55 27"89                     | 100 m         | Grigorij Tarasevič Kaylee McKeown                                    | 53"76 59"25                     | 200 m  | Daniel Martin Kaylee McKeown   | 1'58"42 2'07"92 |
| Rana                 |                                                                              |                                 |               |                                                                      |                                 |        |                                |                 |
| 50 m                 | Yasuhiro Koseki Jhennifer Conceição                                          | 27"07 30"68                     | 100 m         | Anton Čupkov Arianna Castiglioni                                     | 58"94 1'07"59                   | 200 m  | Anton Čupkov Marija Temnikova  | 2'07"71 2'24"10 |
| Farfalla             |                                                                              |                                 |               |                                                                      |                                 |        |                                |                 |
| 50 m                 | Michael Andrew Arina Surkova                                                 | 23"14 25"62                     | 100 m         | Michail Vekoviščev Arina Surkova                                     | 51"56 57"78                     | 200 m  | Daniil Pakhomov Katinka Hosszú | 1'57"85 2'08"23 |
|                      |                                                                              |                                 | Misti         |                                                                      |                                 |        |                                |                 |
| 200 m                | Philip Heintz Katinka Hosszú                                                 | 1'59"11 2'09"50                 | 400 m         | Patrick Staber Katinka Hosszú                                        | 4'16"64 4'36"77                 |        |                                |                 |
| Staffette            |                                                                              |                                 |               |                                                                      |                                 |        |                                |                 |
| 4x100 m stile libero | Russia Vladislav Grinëv Michail Vekoviščev Marija Kameneva Daria S. Ustinova | 3'27"85 50"97 48"77 53"59 54"52 | 4x100 m mista | Russia Grigorij Tarasevič Anton Čupkov Arina Surkova Marija Kameneva | 3'44"38 54"10 59"12 57"38 53"78 |        |                                |                 |

### Doha
Fonte
| Gara                 | Atleti                                                                    | Perf.                           | Gara          | Atleti                                                                  | Perf.                           | Gara   | Atleti                         | Perf.           |
| -------------------- | ------------------------------------------------------------------------- | ------------------------------- | ------------- | ----------------------------------------------------------------------- | ------------------------------- | ------ | ------------------------------ | --------------- |
| Stile libero         |                                                                           |                                 |               |                                                                         |                                 |        |                                |                 |
| 50 m                 | Vladimir Morozov Cate Campbell                                            | 21"83 24"11                     | 200 m         | Danas Rapšys Zsuzsanna Jakabos                                          | 1'45"50 1'58"86                 | 800 m  | Tjaša Oder                     | 8'34"65         |
| 100 m                | Vladimir Morozov Cate Campbell                                            | 48"50 52"61                     | 400 m         | Danas Rapšys Marlene Kahler                                             | 3'47"87 4'10"51                 | 1500 m | Mychajlo Romančuk              | 14'51"61        |
| Dorso                |                                                                           |                                 |               |                                                                         |                                 |        |                                |                 |
| 50 m                 | Vladimir Morozov Kira Toussaint                                           | 24"75 27"80                     | 100 m         | Michael Andrew Kira Toussaint                                           | 54"07 59"14                     | 200 m  | Bradley Woodward Emily Seebohm | 1'58"42 2'08"54 |
| Rana                 |                                                                           |                                 |               |                                                                         |                                 |        |                                |                 |
| 50 m                 | Yasuhiro Koseki Jhennifer Conceição                                       | 27"07 30"93                     | 100 m         | Yasuhiro Koseki Jhennifer Conceição                                     | 59"11 1'08"28                   | 200 m  | Anton Čupkov Eszter Békési     | 2'08"37 2'28"24 |
| Farfalla             |                                                                           |                                 |               |                                                                         |                                 |        |                                |                 |
| 50 m                 | Michael Andrew Jeanette Ottesen                                           | 22"94 26"06                     | 100 m         | Chad le Clos Katinka Hosszú                                             | 51"70 58"19                     | 200 m  | Chad le Clos Katinka Hosszú    | 1'57"66 2'08"60 |
|                      |                                                                           |                                 | Misti         |                                                                         |                                 |        |                                |                 |
| 200 m                | Keita Sunama Katinka Hosszú                                               | 1'59"28 2'09"89                 | 400 m         | Balázs Holló Katinka Hosszú                                             | 4'15"17 4'37"39                 |        |                                |                 |
| Staffette            |                                                                           |                                 |               |                                                                         |                                 |        |                                |                 |
| 4x100 m stile libero | Australia Bradley Woodward Alexander Graham Bronte Campbell Cate Campbell | 3'29"55 51"03 49"54 54"18 54"80 | 4x100 m mista | Australia Bradley Woodward Jake Packard Mikkayla Sheridan Cate Campbell | 3'46"77 54"96 58"79 59"54 53"48 |        |                                |                 |